# Centenarmedaille
De zogenaamde Centenarmedaille (Nederlands: "Honderdjaarmedaille") werd op 22 maart 1897 door keizer Wilhelm II, koning van Pruisen in het leven geroepen om de honderdste verjaardag van zijn grootvader, Wilhelm I, de eerste keizer van het Tweede Duitse Rijk te markeren. De officiële naam was "Medaille zur Erinnerung an des Hochseligen Kaisers und Königs Wilhelm I., des Großen, Majestät".
Alle soldaten en militairen in het Duitse leger en alle matrozen en officieren van de keizerlijke marine kregen deze medaille. Ook de veteranen van de vier onder Wilhelm I gevochten oorlogen, tegen Denemarken (1848–1851), Oostenrijk en zijn Duitse bondgenoten (1866) en Frankrijk (1870) werden onderscheiden zodat er vele tienduizenden medailles werden uitgereikt.
Het lint van de medaille is oranje. De medaille kreeg de bijnaam "Zitronen-Orden" of "Apfelsinen-Orden".

## Gedecoreerden
- Gerd von Rundstedt
- Heinrich von Maur